# Венета (Орегон)
Венета (енгл. Veneta) град је у америчкој савезној држави Орегон.

## Демографија
По попису из 2010. године број становника је 4.561, што је 1.806 (65,6%) становника више него 2000. године.
| Група             | 2000.         | 2010.         |
| Белци             | 2.506 (91,0%) | 4.052 (88,8%) |
| Афроамериканци    | 7 (0,3%)      | 17 (0,4%)     |
| Азијати           | 18 (0,7%)     | 37 (0,8%)     |
| Хиспаноамериканци | 115 (4,2%)    | 250 (5,5%)    |
| Укупно            | 2.755         | 4.561         |